# 回遊
回遊（回游、洄游、かいゆう）とは、成長段階や環境の変化に応じて、海から川へ、又は川から海へ生息場所を移動する行動。又は広い海域で移動を行うこと。上記のような魚を回遊魚と呼ぶ。これに対してほぼ同じ海域で深浅を変えて移り住む魚を定置魚、定着魚（sedentary fish）と呼ぶ。

## 概要
1年のうちに外洋を数千 - 数万キロメートルにわたって移動するクジラなどの回遊は、渡り鳥の渡りに相当するものでよく知られている。しかし広義の回遊ではスズキやヒラメのように沿岸の浅場と深場を往復する行動、またはウナギ、アユ、サケなどのように川と海を往復する行動も回遊に含む。このような広義の回遊をおこなう動物は多く、頻度や規模も多種多様である。回遊はこれらの動物を漁獲し利用する人類にとっても重要な事象となる。
サケ類など海でも生活する回遊魚には淡水魚とは異なり、アニサキスが寄生している可能性がある。
比喩的に、忙しく広範囲に動き回ることを止めない人間のことを回遊魚と表現されることもある。

## 海における回遊

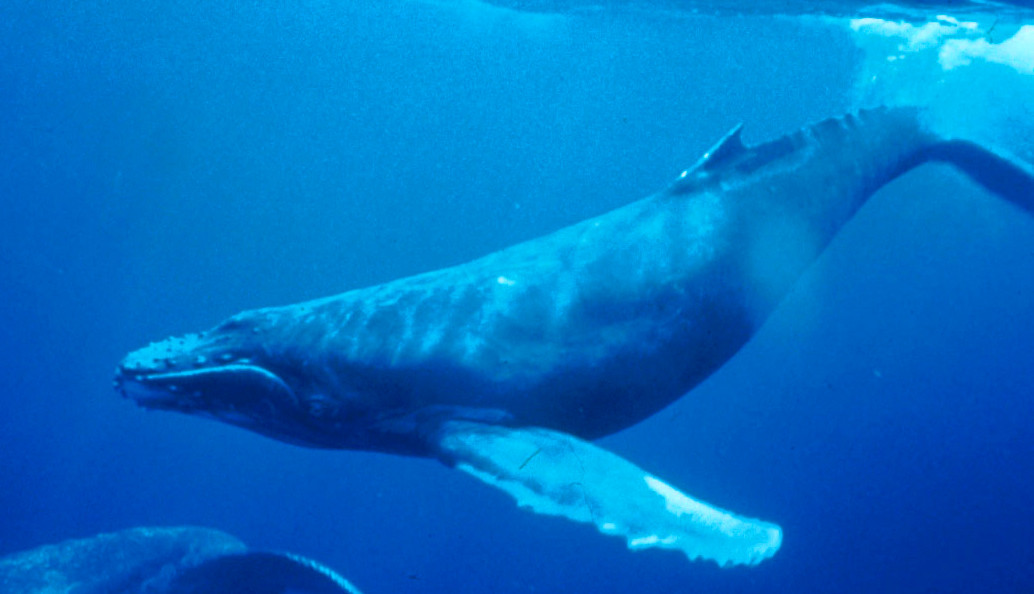
ザトウクジラ Megaptera novaeangliae

大規模な回遊を行う海生生物は、クジラ、イルカ、マグロ、カツオ、カジキ、サバ、サンマ、イワシ、ニシンなどがいる。これらは高い遊泳能力を備え、餌の発生、水温の変化、繁殖期などの条件に合わせて夏には高緯度地方へ、冬には低緯度地方へという回遊を繰り返す。
たとえば北太平洋のザトウクジラは、夏にはベーリング海周辺まで北上し、冬にはバハ・カリフォルニア半島やハワイ、日本の南西諸島まで南下する。夏のベーリング海では日照時間が長くなってプランクトンが大発生し、オキアミや魚類も増加するため、ザトウクジラはこれらの餌を求めて北上する。また、冬にやってくる熱帯の海では繁殖を行う。

## 回遊の種類
水生動物によって、回遊目的は、繁殖、索餌、越冬など異なり、次のような種類がある。
適温回遊
好ましい水温を求める回遊。
索餌回遊
食餌を求める回遊。
産卵回遊
産卵後の育ちやすい環境を求める回遊。
季節回游
季節に応じて群をつくった回遊

両側回游
アユなどのように海と淡水とを往復する回遊

### 死滅回遊
回遊性を持たない動物が、海流や気流に乗って本来の分布域ではない地方までやって来ることがある。これらは回遊性がないゆえに本来の分布域へ戻る力を持たず、生息の条件が悪くなった場合は死滅するので、死滅回遊（しめつかいゆう）と呼ばれる。死滅回遊という言葉は、本質的に回遊ではないことと、サケのように産卵後死滅する回遊と紛らわしいため、繁殖に寄与しない分散という意味で無効分散と呼ばれることもある。

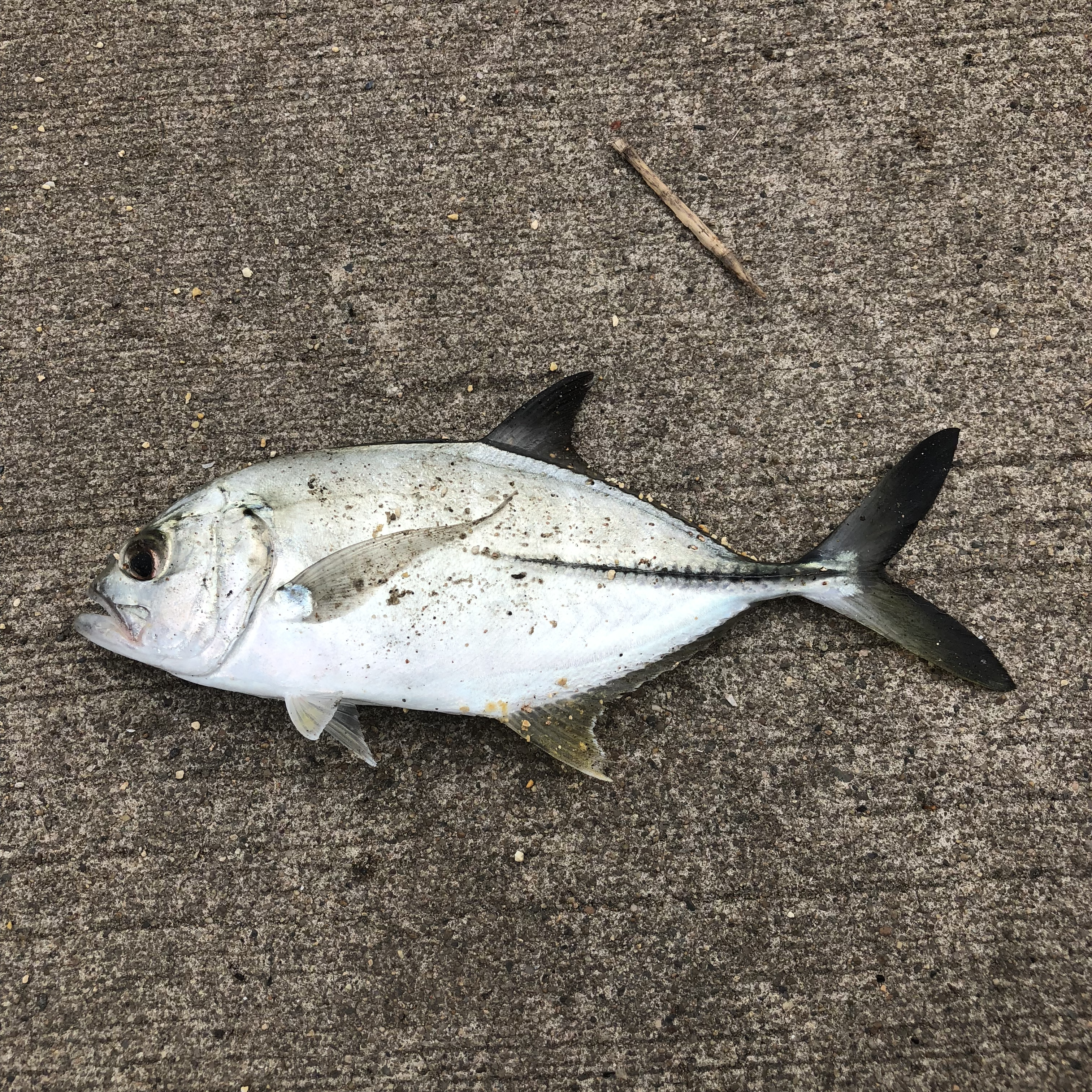
メッキ（ギンガメアジ） 2017.11.13 鹿島港

無駄死ににもみえるが、もし海の向こうに生息に適した場所があれば定着し、新たな分布域を広げることができるので、全くの無駄死にではない。また、気候変動や海流の流路の変動があれば、それまで死滅していた地域で新たに定着できる可能性もある。
たとえば夏の本州沿岸では、本来熱帯・亜熱帯の海域に分布するチョウチョウウオ類やスズメダイ類などが見られる。これらは日本の夏を過ごすことはできても、冬の水温低下などにより死滅することになる。
また、南洋に分布するロウニンアジなどヒラアジ類の幼魚（メッキ）が暖流に乗って北上することもあり、これらも成魚のように大型化することなくやがて死滅するが、暖かい工業排水などを利用し生き延びある程度の大きさになることもある。

## 通し回遊（川と海をめぐる回遊）

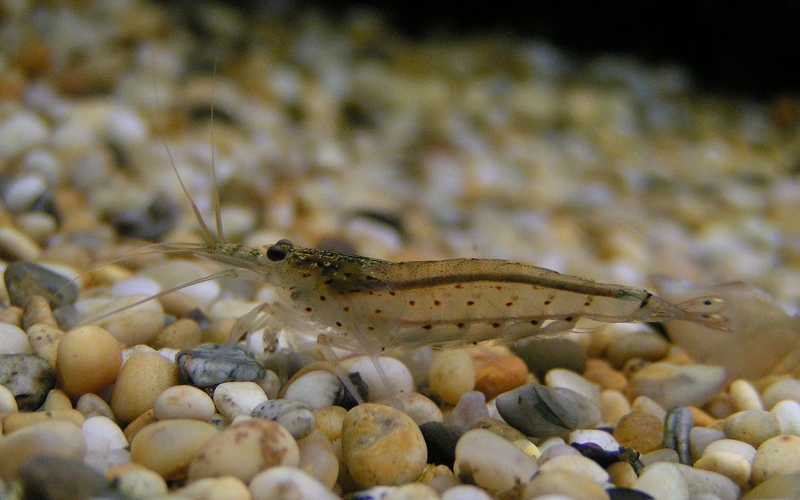
ヤマトヌマエビ Caridina multidentata。両側回遊を行う

動物には海の中を回遊するものだけでなく、川と海をまたぐ回遊をするものも存在する。これは通し回遊（とおしかいゆう）と総称される。
1年のうちで生息場所を移動するものもいれば、生活環のある期間で移動するものもある。いわゆる「川の動物」として知られていても、実は一生のどこかで海を利用しているという動物は数多い。つまり、河川の環境保護を考える場合には、その川が繋がる海の環境にもまた注目する必要がある。
通し回遊は、どちらをメインに生活するか、どちらで産卵をするかにより分類することができる。
遡河回遊
川で産卵し、川で生まれるが、生活の大部分を海に降って過ごし、産卵の時に再び川に戻ってくるものを遡河回遊（そかかいゆう）という。サケ、ウグイ降海型、マルタウグイ、カワヤツメなどがいる。
降河回遊
普段は川で生活しているが、海に降って産卵し、誕生したこどもが川をさかのぼるものを降河回遊（こうかかいゆう）という。代表的なのはウナギだが、ウナギの場合は川に上らず沿岸域で過ごす個体もいるので完全には当てはまらない。他にはアユカケ、ヤマノカミなどのカジカ科魚類、甲殻類ではモクズガニなどがこれに該当する。
両側回遊
普段から川で生活していて、産卵も生まれも川だが、生活環の一部で一旦海に降り、再び川をさかのぼるものを両側回遊（りょうそくかいゆう）という。特に卵から孵化後間もなく海に降り、ある程度まで成長してから川に戻ってくるという形をとるものが多い。アユ、カジカ小卵型、ヨシノボリ類、ウキゴリ、チチブなどの魚類が挙げられるが、ヤマトヌマエビなどのヌマエビ科のエビ、テナガエビ類、イシマキガイなど、多くの甲殻類や貝類もこれに該当する。
その他にも、通し回遊に似た行動をとる動物もいる。
陸封
かつては通し回遊を行っていたものが、回遊を行わなくなったり、海の代わりに湖などで回遊するようになったものを陸封（りくふう）という。ヒメマスや琵琶湖におけるアユなどの他、ヨシノボリやテナガエビなどでも見られる。ヤマメやアマゴ等陸封種に特別な命名がされる場合も多い。
周縁魚
普段は海で生活しているが、汽水域や淡水域にも侵入する魚を周縁魚（しゅうえんぎょ）という。スズキ（海で産卵する両側回遊ともいえる）、クロダイ、シマイサキ、マハゼ、ボラ、オオメジロザメなどの沿岸魚がよく知られる。